# Vitagraph Studios

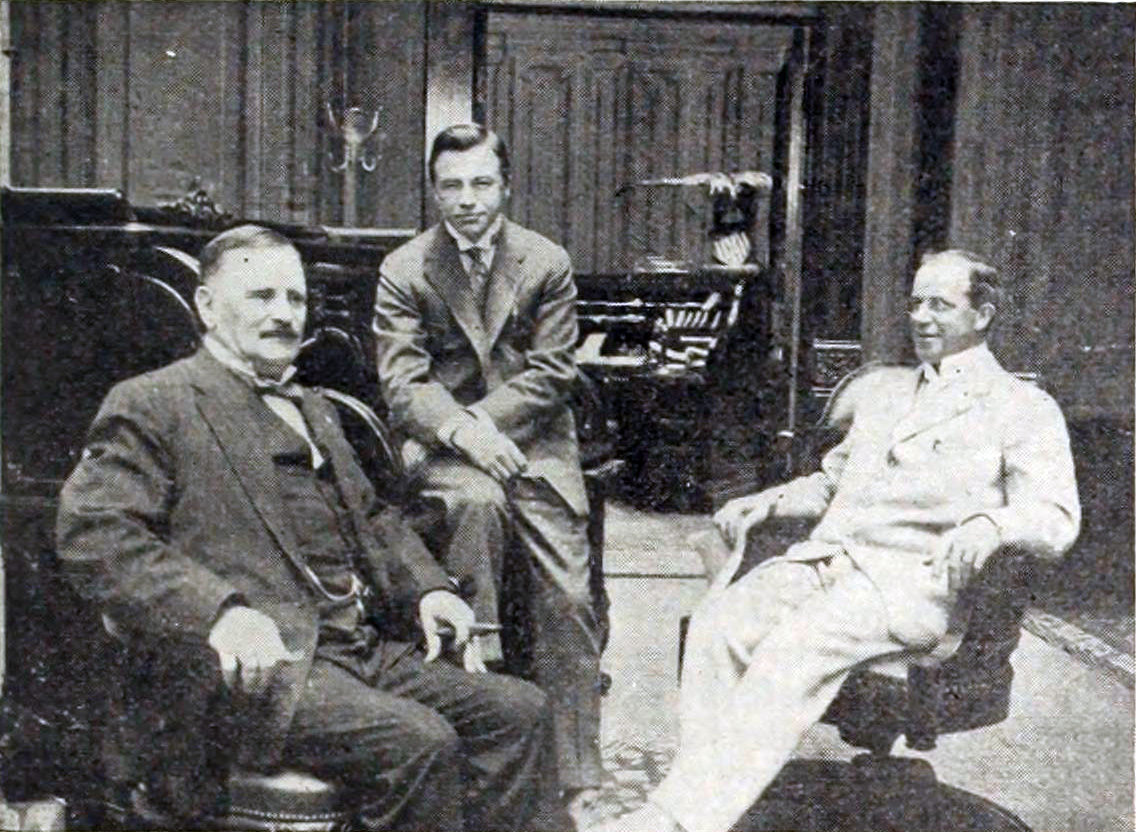
William T. Rock, Albert E. Smith and J. Stuart Blackton (1916)

Vitagraph Studios, también conocida como Vitagraph Company of America, fue un estudio cinematográfico de los Estados Unidos. Fue fundado por J. Stuart Blackton y Albert E. Smith en 1897 en Brooklyn, Nueva York, como la American Vitagraph Company. Para 1907 era la productora de cine estadounidense más prolífica, produciendo muchas películas mudas famosas. Fue adquirida por la Warner Bros. en 1925.

## Historia
En 1896, el inmigrante inglés Blackton se desempeñaba como reportero / artista en el New York Evening World cuando fue enviado a entrevistar a Thomas Edison sobre su nuevo proyector de cine. El inventor convenció al periodista emprendedor para que comprara un juego de películas y un proyector. Un año más tarde, Blackton y su socio de negocios Smith fundaron la American Vitagraph Company en competencia directa con Edison. Un tercer socio, el distribuidor William "Pop" Rock, se unió en 1899. El primer estudio de la compañía estaba ubicado en el techo de un edificio en la calle Nassau en Manhattan. Las operaciones se trasladaron más tarde al barrio de Midwood en Brooklyn, Nueva York.
El primer reclamo de la compañía a la fama vino de los noticieros: los camarógrafos de Vitagraph estaban en escena para filmar eventos de la guerra hispano-americana de 1898. Estos cortometrajes fueron algunos de los primeros trabajos de propaganda cinematográfica, y algunos tuvieron la culpa más característica de propaganda, recreaciones de estudio que se transmiten como material de archivo de eventos reales (La batalla de la Bahía de Santiago se filmó en una bañera improvisada, con el "humo de la batalla" proporcionado por el cigarro de la Sra. Blackton). En 1897, Vitagraph produjo The Humpty Dumpty Circus, que fue la primera película en utilizar la técnica de stop-motion.
Vitagraph no fue la única compañía que buscaba ganar dinero con los inventos cinematográficos de Edison, y los abogados de Edison estaban muy ocupados en las décadas de 1890 y 1900, y demandaban a los competidores por infracción de patentes. Blackton hizo todo lo posible por evitar demandas judiciales comprando una licencia especial de Edison en 1907 y acordando vender muchas de sus películas más populares a Edison para su distribución.
The American Vitagraph Company hizo muchas contribuciones a la historia del cine. En 1903, el director Joseph Delmont comenzó su carrera produciendo westerns; más tarde se hizo famoso usando "carnívoros salvajes" en sus películas, una sensación para esa época.

## Estrellas
En 1909 fue una de las diez compañías de producción originales incluidas en el intento de Edison de acaparar películas, el Motion Picture Patents Company. Las principales estrellas incluyen a Florence Turner (la niña de Vitagraph, una de las primeras estrellas de cine del mundo), Maurice Costello (el primero de los ídolos matinales), Harry T. Morey, Jean (el perro Vitagraph y la primera estrella animal de la Era silenciosa) y tales estrellas futuras como Helen Hayes, Viola Dana, Dolores Costello, Norma Talmadge, Constance Talmadge, y Moe Howard. Larry Trimble fue un destacado director de películas para Turner y Jean (también era el dueño del perro).
La primera adaptación cinematográfica de la novela  Les Misérables , un corto drama histórico silencioso protagonizado por Maurice Costello como Jean Valjean y William V. Ranous como Javert, es Distribuido por la Compañía Vitagraph de América. La película consta de cuatro carretes, cada uno lanzado a lo largo de tres meses a partir del 4 de septiembre al 27 de noviembre de 1909.
John Bunny hizo películas para Vitagraph en la década de 1910, la mayoría de ellas como coprotagonista Flora Finch, y fue el comediante de películas más popular del mundo en los años anteriores a  Chaplin. Su muerte en 1915 fue observada en todo el mundo.
En 1910, varias casas de cine mostraron las cinco partes de la serie Vitagraph  La vida de Moisés  consecutivamente (una duración total de casi 90 minutos), lo que lo convierte en uno de los muchos en reclamar el título de "el primer largometraje". " Una larga serie de adaptaciones  Shakespeare fue la primera de las obras de Bard en los Estados Unidos.
En 1911, Vitagraph produjo la primera película de aviación,  The Military Air-Scout , dirigida por William J. Humphrey, con el futuro General de la Fuerza Aérea Hap Arnold. como el piloto de acrobacias.
La película de 1915  The Battle Cry of Peace  (escrita y dirigida por Blackton) fue una de las grandes películas de propaganda de la Primera Guerra Mundial. Irónicamente, después de que Estados Unidos declarara la guerra, la película se modificó para volver a estrenarla porque se consideró que no era lo suficientemente pro guerra, por lo que también gana un lugar en la historia de censura.
La Primera Guerra Mundial deletreó el principio del fin para Vitagraph. Con la pérdida de distribuidores extranjeros y el auge del monopolio sistema de estudio, Vitagraph se estaba reduciendo lenta pero seguramente del negocio. El 28 de enero de 1925, dejó el  Productores y Distribuidores de Películas en América (más tarde, MPAA); el propietario,  Albert E. Smith, explicó: 

Vitagraph se retira porque no cree que la justicia, para los distribuidores y para el público y para aquellos productores independientes que son Los expositores que no sean propietarios de salas de cine pueden obtenerse a través de los trabajos de los "Productores y Distribuidores de Películas de Estados Unidos".

## V-L-S-E, Incorporated
En 1915, el distribuidor de Chicago George Kleine organizó una asociación de distribución de películas de cuatro vías, V-L-S-E, Incorporated, para las compañías Vitagraph, Lubin, Selig y Essanay, y Albert Smith fue el presidente. En 1916, Benjamin Hampton había propuesto una fusión de las compañías de distribución Paramount Pictures y V-L-S-E con Famous Players y Jesse L. Lasky Feature Play Company, pero fue frustrado por Adolph Zukor. V-L-S-E se disolvió el 17 de agosto de 1916, cuando Vitagraph adquirió una participación mayoritaria en Lubin, Selig y Essanay.

## Adquisición por Warner Bros.
El 20 de abril de 1925, Smith finalmente se rindió y vendió la compañía a Warner Bros. para obtener una cómoda ganancia. El estudio Flatbush (ahora llamado Vitaphone) se usó más tarde como una unidad independiente dentro de Warner Bros., especializándose en los primeros cortos de sonido. Entre los artistas que hicieron apariciones tempranas de la película en los cortometrajes de Vitaphone filmados en los estudios Flatbush se incluyen Al Jolson, Humphrey Bogart, Jimmy Stewart, Bob Hope, Adelaide Hall, Spencer Tracy, Jack Benny, Sammy Davis Jr., Sylvia Sidney, Pat O'Brien, Ruth Etting, Mischa Elman, Frances Langford, Betty Hutton, Burns and Allen, Giovanni Martinelli, Xavier Cugat, Bill Robinson, Lillian Roth, Joan Blondell, Judith Anderson, Ethel Merman, Abbe Lane, Eleanor Powell, Helen Morgan, The Nicholas Brothers, Milton Berle, Leo Carillo, Harriet Nelson, Brian Donlevy, Jane Froman, Jack Haley, Phil Silvers, Roger Wolfe Kahn, Judy Canova, Nina Mae McKinney, Marjorie Main, Rose Marie, Joe Penner, Ethel Waters, June Allyson, Shemp Howard, Lanny Ross, Lionel Stander, Edgar Bergen, and Cyd Charisse, entre otros.
El nombre de Vitagraph resucitó brevemente desde 1960 hasta 1969 al final de Warner Bros. Las caricaturas de Looney Tunes (a partir de la Hopalong Casualty en la década de 1960), con los títulos finales que leen "Una publicación de Warner Bros. Cartoon / A Vitagraph". Merrie Melodies del mismo período (a partir de ese mismo año, From Hare to Heir) tuvo el mismo título final, con la última línea siendo "A Vitaphone Release". (Desde agosto de 1968 hasta el final de la serie original en 1969, Merrie Melodies tuvo la última línea que decía "Un lanzamiento de Vitagraph", mientras que Looney Tunes de ese mismo año leyó "Un lanzamiento de Vitaphone"). Esto se pudo haber hecho para proteger la propiedad del estudio de los dos nombres comerciales en gran parte difuntos.

## Localización
La primera oficina de Vitagraph, inaugurada en 1898, estaba en el Bajo Manhattan, en 140 Nassau Street, en la esquina de Nassau St. y Beekman St., donde filmaron su primera película, The Burglar on the Roof, en 1897. En 1890, La compañía se mudó a la calle Nassau 110-16. Posteriormente, abrieron un estudio acristalado, el primer estudio de cine moderno en los EE. UU., Construido en 1906, en una propiedad delimitada por Locust Avenue, East 15th Street, Elm Avenue y el derecho de paso de la línea Brighton BMT del nuevo Metro de la ciudad de Nueva York. El transporte de equipos y disfraces desde las etapas interiores de la calle Nassau fue en metro hasta la estación de tránsito rápido adyacente de la avenida M (Línea Brighton de BMT) en la sección Midwood de Brooklyn. Crearon un segundo estudio de cine en Santa Mónica, California, en 1911, y un año después se mudaron a un rancho de ovejas de 29 acres en 4151 Prospect Ave en el distrito de Los Feliz de Los Ángeles, un estudio que posteriormente es propiedad de ABC y actualmente Disney Studios. (40°42′40″N 74°00′26″O / 40.7111843, -74.0072191), (34°06′07″N 118°16′54″O / 34.1018795, -118.2816454), (40°37′09″N 73°57′37″O / 40.6192416, -73.9603068)  

## Películas notables
- Tearing down the Spanish flag (1898)
- The Humpty Dumpty Circus (1898)
- The Enchanted Drawing (1900)
- Adventures of Sherlock Holmes; or, Held for Ransom (1905)
- Humorous Phases of Funny Faces (1906)
- The Automobile Thieves (1906)
- A Curious Dream (1907)
- The Thieving Hand (1908)
- Macbeth (1908)
- Romeo and Juliet (1908)
- Antony and Cleopatra (1908)
- Oliver Twist (1909)
- Princess Nicotine; or, The Smoke Fairy (1909)
- Les Misérables (1909)
- A Midsummer Night's Dream (1909)
- Jephtah's Daughter: A Biblical Tragedy (1909)
- Uncle Tom's Cabin (1910)
- Indiscretions of Betty (1910)
- Jean and the Calico Doll (1910)
- Jean the Match-Maker (1910)
- A Tin-Type Romance (1910)
- St. Elmo (1910)
- The Telephone (1910)
- Vanity Fair (1911)
- Her Crowning Glory (1911)
- The Military Air-Scout (1911)
- Little Nemo (1911)
- A Tale of Two Cities (1911)
- The Child Crusoes (1911)
- His Sister's Children (1911)
- A Reformed Santa Claus (1911)
- All for a Girl (1912)
- Captain Jenks' Dilemma (1912)
- The Cross-Roads (1912)
- A Cure for Pokeritis (1912)
- Bunny Dips Into Society (1913)
- Our Wives (1913)
- Captain Alvarez (1914)
- A Florida Enchantment (1914)
- My Official Wife (1914)
- Gertie the Dinosaur (1914)
- The Kiss (1914)
- A Little Madonna (1914)
- The Battle Cry of Peace (1915)
- Hearts and the Highway (1915)
- The Combat (1916)
- Lights of New York (1916)
- Mrs. Dane's Danger (1916)
- The Fighting Trail (1917)
- The Glory of Yolanda (1917)
- Her Right to Live (1917)
- Dunces and Dangers (1918)
- The Triumph of the Weak (1918)
- A Woman in the Web (1918)
- The Common Cause (1919)
- A Gentleman of Quality (1919)
- A Rogue's Romance (1919)

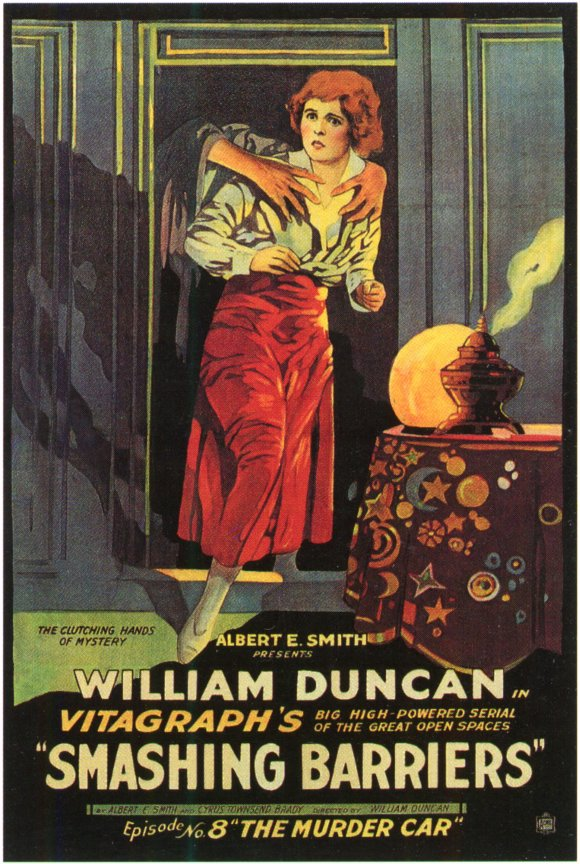
Smashing Barriers (1919)
- The Spark Divine (1919)
- The Star Boarder (1919)
- Thin Ice (1919 film) (1919)
- The Third Degree (1919)
- Tootsies and Tamales (1919)
- A Yankee Princess (1919)
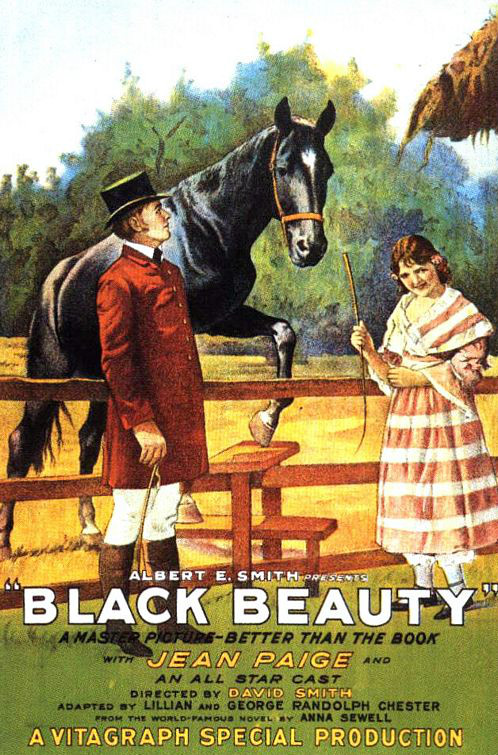
Black Beauty (1921)
- The Blizzard (1921)
- Cousin Kate (1921)
- The Heart of Maryland (1921)
- The Inner Chamber (1921)
- Lucky Carson (1921)
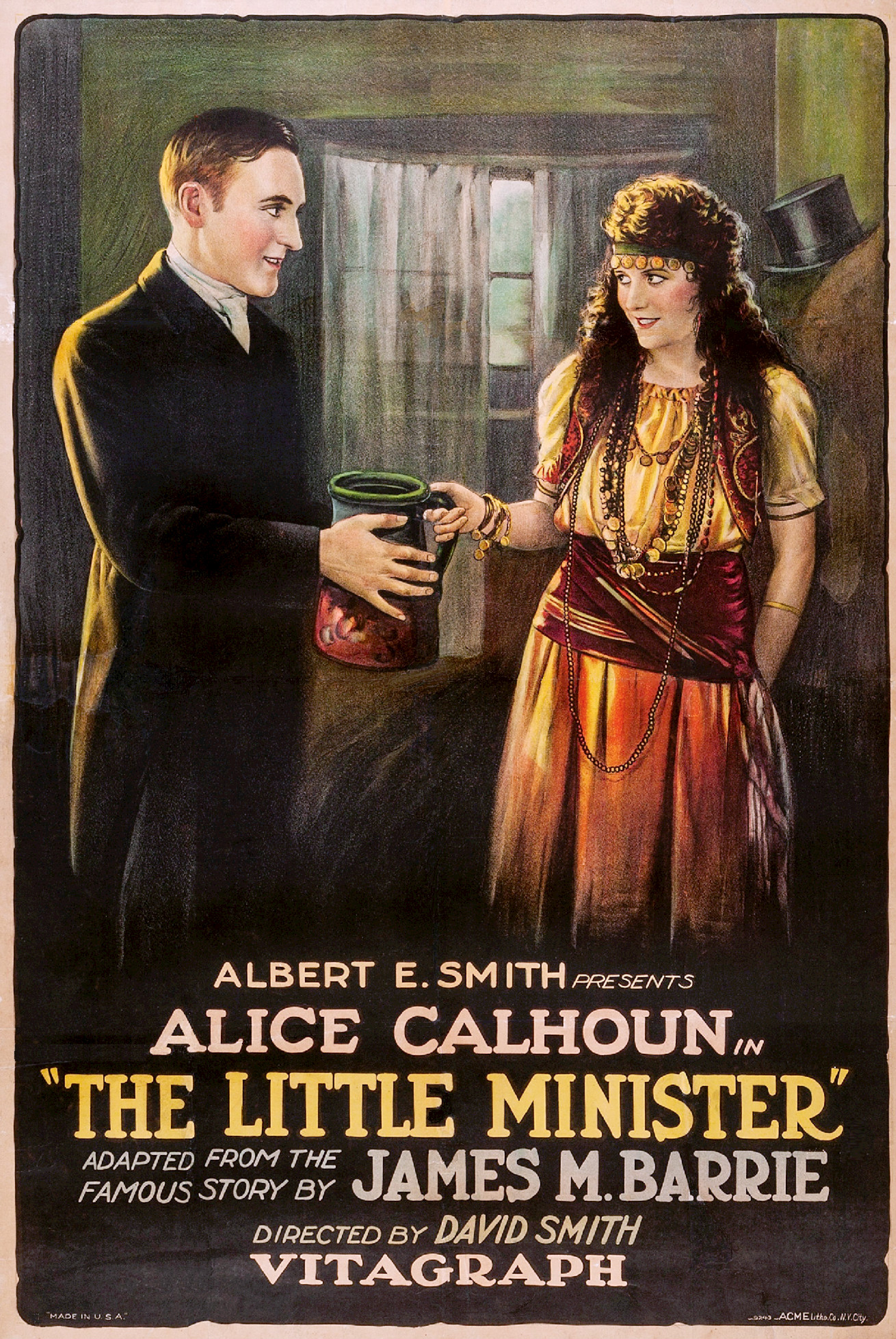
The Little Minister (1922)
- The Man from Downing Street (1922)
- The Ninety and Nine (1922)
- On the Banks of the Wabash (1923)
- Between Friends (1924)
- El capitán Blood (1924)
- Let Not Man Put Asunder (1924)
- Wildfire (1925)
- The Unknown Lover (1925)
- Baree, Son of Kazan (1925)

- Smashing Barriers (1919)
- Black Beauty (1921)
- The Little Minister (1922)